# Walter Felsenstein
Walter Felsenstein (ur. 30 maja 1901 w Wiedniu, zm. 8 października 1975 w Berlinie) – reżyser niemiecki pochodzenia austriackiego, twórca i dyrektor Komische Oper (1947).
Urodził się w rodzinie wysokiego urzędnika Kolei Austriackich. W roku 1918 rodzina Felsensteinów przeniosła się do Villach.
Po maturze Felsenstein miał studiować budowę maszyn na Politechnice w Grazu, jednak zrezygnował ze studiów na rzecz świata teatru.
Znalazł pracę w wiedeńskim Burgtheater, potem 1923–1932 występował jako aktor teatralny w Lubece, Mannheimie i Bytomiu, gdzie po raz pierwszy wyreżyserował przedstawienie. W Bazylei i Fryburgu Bryzgowijskim zdobył pierwsze doświadczenia w teatrze muzycznym.
Felsenstein reżyserował spektakle operowe w Kolonii (1932–1934) i Frankfurcie nad Menem (1934–1936).
W roku 1936 został wykluczony z Izby Teatralnej Rzeszy (Reichstheaterkammer) z powodu małżeństwa z „niearyjką”. W latach 1938–1940 reżyserował spektakle w Operze w Zurychu, w roku 1940 powrócił do Niemiec, gdzie reżyserował na wielu scenach niemieckich.
W latach 1945–1947 reżyserował w berlińskim Hebbel-Theater, w roku 1947 stworzył na nowo zburzoną podczas wojny Operę Komiczną (Komische Oper) i był jej dyrektorem do końca życia.
Felsenstein uważany jest za jednego z najwybitniejszych reżyserów operowych. Po mistrzowsku posługiwał się techniką sceniczną. W roku 1966 zaangażował choreografa Toma Schillinga, któremu powierzył stworzenie zespołu baletowego Komische Oper. Do roku 1993 powstało ponad 75 przedstawień baletowych, które spotkały się z uznaniem w 30 krajach.
Operetka Offenbacha „Sinobrody” pozostawała w repertuarze w latach 1962–1993, podobny sukces odniosły „Przygody Liska Chytruska” Leoša Janáčka i „Sen nocy letniej” Benjamina Brittena.
Synowie Waltera Felsensteina: Peter Brenner (z pierwszego małżeństwa) i Johannes Felsenstein zostali reżyserami, najmłodszy Christof został aktorem.
Felsenstein został pochowany na wyspie Hiddensee, gdzie posiadał domek letniskowy.